# Шугаркрик (Пенсилванија)
Шугаркрик (енгл. Sugarcreek) град је у америчкој савезној држави Пенсилванија.

## Демографија
По попису из 2010. године број становника је 5.294, што је 37 (-0,7%) становника мање него 2000. године.
| Група             | 2000.         | 2010.         |
| Белци             | 5.255 (98,6%) | 5.148 (97,2%) |
| Афроамериканци    | 17 (0,3%)     | 26 (0,5%)     |
| Азијати           | 10 (0,2%)     | 12 (0,2%)     |
| Хиспаноамериканци | 15 (0,3%)     | 55 (1,0%)     |
| Укупно            | 5.331         | 5.294         |